# Panara jarbas
Panara jarbas is een vlindersoort uit de familie van de prachtvlinders (Riodinidae), onderfamilie Riodininae.
Panara jarbas werd in 1782 beschreven door Drury.